# Genetta servalina
Genetta servalina is een zoogdier uit de familie van de civetkatachtigen (Viverridae). De wetenschappelijke naam van de soort werd voor het eerst geldig gepubliceerd door Jacques Pucheran in 1855.

## Voorkomen
De soort komt voor in Kameroen, Centraal-Afrikaanse Republiek, Congo-Kinshasa, Equatoriaal-Guinea, Gabon, Kenia, Congo-Brazzaville, Tanzania en Oeganda.